# Aliya Riaz
Aliya Riaz (Urdu عالیہ ریاض; * 24. September 1992 in Rawalpindi, Pakistan) ist eine pakistanische Cricketspielerin, die seit 2014 für die pakistanische Nationalmannschaft spielt.

## Kindheit und Ausbildung
Da Riaz sich zwar für Cricket interessierte, jedoch keine weiblichen Mitspielerinnen fand, spielte sie zunächst mit den Jungen. Im College stach sie dann mit ihrem Spiel hervor und spielte für Rawalpindi in der U19-Mannschaft. Im Jahr 2014 gab sie auch ihr List-A-Debüt und wurde daraufhin von den nationalen Selektoren entdeckt.

## Aktive Karriere
Riaz gab ihr Debüt in der Nationalmannschaft im WODI- und WTwenty20-Cricket im August 2014 auf der Tour in Australien. Zunächst tat sie sich schwer damit, sich im Team zu etablieren. Beim ICC Women’s World Twenty20 2016 absolvierte sie ihre erste Weltmeisterschaft, wobei ihre 28* Runs gegen Neuseeland ihre beste Leistung waren. Ihr erstes Fifty erzielte sie im Oktober 2018 gegen Australien, als ihr im dritten ODI 51 Runs gelangen. Beim ICC Women’s World Twenty20 2018 konnte sie vorwiegend im Bowling herausstechen, unter anderem mit 2 Wickets für 16 Runs gegen Irland. Ein weiteres Half-Century über 71 Runs erreichte sie im Mai 2019 bei der Tour in Südafrika, wofür sie als Spielerin des Spiels ausgezeichnet wurde.
Beim ICC Women’s T20 World Cup 2020 konnte sie unter anderem 41 Runs gegen England erreichen. Ein Half-Century gelang ihr beim Women’s Cricket World Cup Qualifier 2021 gegen Bangladesch, als ihr 61* Runs gelangen. Bei der Weltmeisterschaft konnte sie dann gegen Australien ein Fifty über 53 Runs erreichen. Bei der Tour gegen Sri Lanka im Juni 2022 erzielte sie ein Fifty über 56 Runs. Daraufhin wurde sie für die Commonwealth Games 2022 nominiert und bestritt dort alle drei Spiele der pakistanischen Mannschaft die in der Vorrunde ausschied. Kurz darauf wurde sie in den Verträgen des pakistanischen Verbandes in die höchste Stufe heraufgestuft. Beim Women’s Twenty20 Asia Cup 2022 gelang ihr ein Fifty über 57* Runs gegen die Vereinigten Arabischen Emirate, wofür sie als Spielerin des Spiels ausgezeichnet wurde. Im Februar 2023 reiste sie für den ICC Women’s T20 World Cup 2023 nach Südafrika, und erreichte dort unter anderem 29 Runs gegen die West Indies.